# Supersimetría
En la física de partículas, la supersimetría es una simetría hipotética que podría relacionar las propiedades de los bosones y los fermiones. La supersimetría también es conocida por el acrónimo inglés SUSY. En una teoría supersimétrica cada partícula bosónica tendría un "compañero supersimétrico" de tipo fermiónico y viceversa.
Aunque todavía no se ha verificado experimentalmente que la supersimetría sea una simetría de la naturaleza,reviste interés teórico porque la supersimetría puede resolver diversos problemas teóricos como el problema de la jerarquía, además de ofrecer candidatos adicionales para explicar la materia oscura.
La supersimetría es parte fundamental de muchos modelos teóricos, entre ellos la teoría de supercuerdas, que generaliza a la teoría de cuerdas.

## Introducción
Según el modelo estándar (SM, de sus siglas en inglés) de la física de partículas, la materia está formada por fermiones (a su vez divididos en quarks y leptones), y por bosones que son las partículas que transmiten las interacciones fundamentales de la naturaleza (interacción electromagnética, interacción nuclear fuerte e interacción nuclear débil). 
La supersimetría extiende el número de partículas del SM de forma que a cada partícula le corresponde una compañera supersimétrica denominada súper compañera. Así, cada bosón tiene una super compañera fermión y viceversa. Las super compañeras de los fermiones son bosones y reciben nombres que comienzan con la letra s; así, el electrón tiene como super compañera el selectrón, y los quarks, los squarks. Las super compañeras de los bosones son fermiones con nombres que terminan en -ino, así la del fotón es el fotino y la del gravitón (si se incluye la gravedad en el modelo), el gravitino, la del gluón, gluino, la del bosón W, Wino y la del bosón Z, zino. La extensión mínima del modelo estándar que incluye supersimetría se conoce como MSSM (del inglés, Minimal Supersymmetric Standard Model).
Sin embargo, debido a que dichas compañeras supersimétricas aún no han podido ser creadas en el laboratorio, sus masas deben ser mucho mayores que las de las partículas originales. Esto implica que la supersimetría, de ser cierta, está rota por algún mecanismo. La especificación de dicho mecanismo da lugar a diversas simplificaciones del MSSM.
Algunas partículas supersimétricas, como el neutralino, podrían explicar el problema de la materia oscura del universo.
Gracias al gran potencial de poder explicar muchas preguntas de la física de partículas y de la astrofísica, la teoría de la supersimetría posee una gran popularidad, principalmente en la física teórica. La mayoría de las teorías científicas populares, la teoría de la gran unificación y la teoría de supercuerdas, son supersimétricas. Sin embargo, a pesar de los argumentos teóricos alentadores, hasta ahora no se han encontrado evidencias experimentales de que la supersimetría existe realmente en la naturaleza.

## Modelo de Wess-Zumino y MSSM
El primer modelo en la física de partículas fue presentado en el año 1973 por Julius Wess y Bruno Zumino. Este modelo, conocido con el nombre de modelo de Wess-Zumino, no es un modelo real de la naturaleza, sino más bien, un modelo mínimo supersimétrico con solo un fermión y su super compañero boson. A pesar de que el modelo de Wess-Zumino no representa un modelo físico real, sirve por su sencillez de modelo ejemplo para mostrar ciertos aspectos de los modelos físicos supersimétricos.
El primer modelo supersimétrico compatible con el modelo estándar de la física de partículas llamado modelo mínimo estándar supersimétrico (MSSM), fue enunciado en el año 1981 por Howard Georgi y Savas Dimopoulos. Según el MSSM, las masas de los super compañeros se podrán observar en la región entre 100 GeV hasta 1 TeV mediante el acelerador de partículas conocido como gran colisionador de hadrones (en inglés, Large Hadron Collider, LHC), terminado de construir en el año 2008 en la frontera franco-suiza. Los científicos esperan poder demostrar mediante el LHC la existencia de los super compañeros de las partículas elementales ya conocidas.

## Supersimetría y LHC
Recientes mediciones sobre las colisiones en el LHC no han dado pistas sobre la existencia de las partículas predichas por la supersimetría, lo que resulta ser un gran golpe a la teoría, ya que, aunque no la desecha por completo, representa en gran medida reinventar modelos como el anteriormente citado (Wess-Zumino), ya que en los rangos energéticos propuestos no se ha encontrado nada aún, aunque cabe esperar, puesto que no son datos definitivos pero sí con altas probabilidades estadísticas.

## Aplicaciones

### Extensión de los grupos de simetría posibles
Una de las razones por las que los físicos exploraron la supersimetría es porque ofrece una extensión a las simetrías más familiares de la teoría cuántica de campos. Estas simetrías se agrupan en el grupo de Poincaré y simetrías internas y el teorema de Coleman-Mandula demostró que bajo ciertos supuestos, las simetrías de la matriz S deben ser un producto directo del grupo de Poincaré con un compacto grupo de simetría interna o si no hay ningún hueco de masa, el grupo conforme con un grupo de simetría interna compacto. En 1971, Golfand y Likhtman fueron los primeros en demostrar que el álgebra de Poincaré puede ampliarse mediante la introducción de cuatro generadores espinor anticonmutantes (en cuatro dimensiones), que más tarde se conocieron como supercargas. En 1975, el teorema de Haag-Łopuszański-Sohnius analizó todas las superálgebras posibles en la forma general, incluyendo aquellas con un número extendido de los supergeneradores y carga centrals. Esta álgebra de super-Poincaré ampliada allanó el camino para obtener una clase muy grande e importante de teorías de campo supersimétricas.

#### El álgebra de supersimetría
Las simetrías tradicionales de la física están generadas por objetos que se transforman por el tensor representaciones del grupo de Poincaré y simetrías internas. Las supersimetrías, sin embargo, son generadas por objetos que se transforman por las representaciones de espín. Según el teorema de la estadística de espin, los campos bosónicos conmutan mientras que los campos fermionicos anticonmutan. Combinando los dos tipos de campos en una sola álgebra requiere introducir una Z2-grading en la cual los bosones son elementos pares y los fermiones son elementos impares. Tal álgebra es denominada una superálgebra de Lie.
La extensión supersimétrica más sencilla del álgebra de Poincaré es el álgebra de Super-Poincaré. Expresada en términos de dos espinores de Weyl, tiene la siguiente relación anticonmutación:
{\displaystyle \{Q_{\alpha },{\bar {Q}}_{\dot {\beta }}\}=2(\sigma ^{\mu })_{\alpha {\dot {\beta }}}P_{\mu }}
y todas las otras relaciones de anti-conmutaci+on entre los Qs y las relaciones de conmutación entre los Qs y los Ps se anulan. En la expresión indivcada arriba Pμ = −i ∂μ son los generadores de traslación y σμ son las matrices de Pauli.
Existen representaciones de una superálgebra de Lie que son análogas a las representaciones de una álgebra de Lie. Cada álgebra de Lie tiene un grupo de Lie asociado y una superálgebra de Lie puede a veces extenderse en representaciones de un supergrupo de Lie.

### Mecánica cuántica supersimétrica
La mecánica cuántica supersimétrica añade la superálgebra SUSY a la mecánica cuántica en contraposición a la teoría cuántica de campos. La mecánica cuántica supersimétrica suele ser relevante cuando se estudia la dinámica de solitones supersimétricos, y debido a la naturaleza simplificada de tener campos que sólo son funciones del tiempo (en lugar de espacio-tiempo), se ha avanzado mucho en este tema y ahora se estudia por derecho propio.
La mecánica cuántica SUSY implica pares de hamiltonianos que comparten una relación matemática particular, que se denominan hamiltonianos asociados. (Los términos de energía potencial que aparecen en los hamiltonianos se conocen entonces como potenciales de pareja). Un teorema introductorio muestra que para cada estado propio de un hamiltoniano, su hamiltoniano asociado tiene un estado propio correspondiente con la misma energía. Este hecho puede explotarse para deducir muchas propiedades del espectro de estados propios. Es análogo a la descripción original de SUSY, que se refería a bosones y fermiones. Podemos imaginar un "hamiltoniano bosónico", cuyos estados propios son los distintos bosones de nuestra teoría. La pareja SUSY de este hamiltoniano sería "fermiónico", y sus estados propios serían los fermiones de la teoría. Cada bosón tendría una pareja fermiónica de igual energía.

#### En finanzas
En 2021, la mecánica cuántica supersimétrica se aplicó a la valoración de opciones y al análisis de mercados en el ámbito de las finanzas, y a redes financieras.

### Supersimetría en la teoría cuántica de campos
En teoría cuántica de campos, la supersimetría está motivada por la solución de varios problemas teóricos, por proporcionar en general muchas propiedades matemáticas deseables y por asegurar un comportamiento sensato a altas energías. La teoría cuántica de campos supersimétrica es a menudo mucho más fácil de analizar, ya que muchos más problemas se vuelven matemáticamente tratables. Cuando la supersimetría se impone como una simetría local, la teoría de la relatividad general de Einstein se incluye automáticamente, y se dice que el resultado es una teoría de supergravedad. Otra propiedad teóricamente atractiva de la supersimetría es que ofrece el único "resquicio" al teorema de Coleman-Mandula, que prohíbe que el espaciotiempo y las simetrías internas se combinen de forma no trivial, para teorías cuánticas de campos con supuestos muy generales. El teorema de Haag-Łopuszański-Sohnius demuestra que la supersimetría es la única forma en que el espaciotiempo y las simetrías internas pueden combinarse de forma consistente.
Aunque la supersimetría aún no se ha descubierto en alta energía, si se descubrió que la supersimetría se realiza efectivamente en la energía intermedia hadrónica donde bariones y mesones son supercompañeros (una excepción es el pión que no tiene compañero bariónico). La realización de esta supersimetría efectiva se explica fácilmente en los modelos quark-diquark: Dado que dos cargas de colores diferentes cercanas entre sí (por ejemplo, azul y rojo) aparecen bajo resolución gruesa como el correspondiente anticolor (por ejemplo, antiverde), un cúmulo de diquarks visto con resolución gruesa (es decir, a la escala de energía-momento utilizada para estudiar la estructura hadrónica) aparece efectivamente como un antiquark. Por lo tanto, un barión que contiene 3 quarks de valencia, de los cuales dos tienden a agruparse como un diquark, se comporta como un mesón.

### Supersimetría en física de la materia condensada
Los conceptos SUSY han proporcionado útiles extensiones a la aproximación WKB. Además, SUSY se ha aplicado a sistemas promediados por desorden tanto cuánticos como no cuánticos (a través de la mecánica estadística), siendo la ecuación de Fokker-Planck un ejemplo de teoría no cuántica. La "supersimetría" en todos estos sistemas surge del hecho de que se está modelando una partícula y, como tal, las "estadísticas" no importan. El uso del método de la supersimetría proporciona una alternativa matemáticamente rigurosa al truco de la réplica, pero sólo en sistemas no interactivos, que intenta resolver el llamado "problema del denominador" en el promedio del desorden. Para más información sobre las aplicaciones de la supersimetría en física de la materia condensada, véase Efetov (1997).
En 2021, un grupo de investigadores demostró que, en teoría, {\displaystyle N=(0,1)} SUSY podría realizarse en el borde de un estado Hall cuántico de Moore-Read. Sin embargo, hasta la fecha, aún no se ha realizado ningún experimento para realizarlo en un estado límite de Moore-Read. En 2022, un grupo diferente de investigadores creó una simulación por ordenador de átomos en 1 dimensión que tenía cuasipartículas de topológica supersimétrica.

### Supersimetría en óptica
En 2013, la óptica integrada  encontró proporcionaba un terreno fértil en el que se pueden explorar ciertas ramificaciones de SUSY en entornos de laboratorio fácilmente accesibles. Haciendo uso de la estructura matemática análoga de la ecuación de Schrödinger cuántica-mecánica y la ecuación de onda que gobierna la evolución de la luz en entornos unidimensionales, se puede interpretar la distribución del índice de refracción de una estructura como un paisaje potencial en el que se propagan paquetes de ondas ópticas. De esta manera, una nueva clase de estructuras ópticas funcionales con posibles aplicaciones en adaptación de fase, conversión de modo y se hace posible la multiplexación por división espacial. Las transformaciones SUSY también se han propuesto como una forma de abordar los problemas de dispersión inversa en óptica y como una óptica de transformación unidimensional.

### Supersimetría en sistemas dinámicos
Todas las ecuaciones diferenciales estocásticas (parciales), los modelos para todos los tipos de sistemas dinámicos de tiempo continuo, poseen supersimetría topológica. En la representación del operador de evolución estocástica, la supersimetría topológica es la derivada exterior que es conmutativa con el operador de evolución estocástica definido como el pullback estocásticamente promediado inducido en formas diferenciales por difeomorfismos definidos por SDE del espacio de fase. El sector topológico de la teoría supersimétrica de la dinámica estocástica emergente puede reconocerse como teoría de campos topológicos tipo Witten.
El significado de la supersimetría topológica en los sistemas dinámicos es la preservación de la continuidad del espacio de fases: los puntos infinitamente próximos permanecerán próximos durante la evolución continua del tiempo incluso en presencia de ruido. Cuando la supersimetría topológica se rompe espontáneamente, esta propiedad se viola en el límite de la evolución temporal infinitamente larga y puede decirse que el modelo exhibe (la generalización estocástica de) el efecto mariposa. Desde una perspectiva más general, la ruptura espontánea de la supersimetría topológica es la esencia teórica del omnipresente fenómeno dinámico conocido como caos, turbulencia, criticidad autoorganizada, etc. El teorema de Goldstone explica la aparición asociada del comportamiento dinámico de largo alcance que se manifiesta como 1f ruido, Efecto mariposa, y las estadísticas sin escala de procesos repentinos (instantáneos), como terremotos, neuroavalanchas y erupciones solares, conocidas como ley de Zipf y escala de Richter.

### Supersimetría en matemáticas
SUSY también se estudia a veces matemáticamente por sus propiedades intrínsecas. Esto se debe a que describe campos complejos que satisfacen una propiedad conocida como holomorfía, que permite calcular exactamente cantidades holomórficas. Esto convierte a los modelos supersimétricos en útiles "modelos de juguete" de teorías más realistas. Un excelente ejemplo de ello ha sido la demostración de la dualidad S en teorías gauge cuatridimensionales que intercambia partículas y monopolo.
La demostración del teorema del índice de Atiyah-Singer se simplifica mucho mediante el uso de la mecánica cuántica supersimétrica.

### Supersimetría en la teoría de cuerdas
La supersimetría es parte integrante de la teoría de cuerdas, una posible teoría del todo. Existen dos tipos de teoría de cuerdas, la teoría de cuerdas supersimétrica o teoría de supercuerdas, y la teoría de cuerdas no supersimétrica. Por definición de la teoría de supercuerdas, la supersimetría es necesaria en la teoría de supercuerdas en algún nivel. Sin embargo, incluso en la teoría de cuerdas no supersimétrica, un tipo de supersimetría llamada supersimetría desalineada sigue siendo necesaria en la teoría con el fin de garantizar que no aparezca ningún taquión físico. Cualquier teoría de cuerdas sin algún tipo de supersimetría, como la teoría de cuerdas bosónica y las {\displaystyle E_{7}\times E_{7}}, {\displaystyle SU(16)}, y {\displaystyle E_{8}} teorías de cuerdas heteróticas, tendrá un taquión y, por tanto, el estado de vacío del espaciotiempo vacío mismo sería inestable y decaería en alguna teoría de cuerdas sin taquiones normalmente en una dimensión espaciotemporal inferior. No hay pruebas experimentales de que ni la supersimetría ni la supersimetría desalineada se den en nuestro universo, y muchos físicos han abandonado por completo la supersimetría y la teoría de cuerdas debido a la no detección de supersimetría en el LHC.
A pesar de los nulos resultados para la supersimetría en el LHC hasta el momento, algunos físicos de partículas se han pasado sin embargo a la teoría de cuerdas para resolver la crisis de la naturalidad para ciertas extensiones supersimétricas del Modelo Estándar. Según los físicos de partículas, existe un concepto de "naturalidad stringy" en teoría de cuerdas, donde el paisaje de la teoría de cuerdas podría tener un tirón estadístico de ley de potencia sobre los términos blandos de ruptura de SUSY hasta valores grandes (dependiendo del número de campos del sector oculto de ruptura de SUSY que contribuyan a los términos blandos). Si esto se une a un requisito antrópico de que las contribuciones a la escala débil no superen un factor entre 2 y 5 de su valor medido (como argumentan Agrawal et al.), entonces la masa del bosón de Higgs es arrastrada hasta la vecindad de 125 GeV mientras que la mayoría de las espartículas son arrastradas hasta valores más allá del alcance actual del LHC. Una excepción ocurre con los higgsinos que ganan masa no por ruptura SUSY sino por cualquier mecanismo que resuelva el problema SUSY mu. La producción de pares de higgsinos ligeros en asociación con la radiación de chorro de estado inicial duro conduce a una señal suave de signo opuesto de dileptón más chorro más energía transversal perdida.